# Geograf globus propil
Gueógraf globus própil (en ruso: Географ глобус пропил, traducción literal: El geógrafo se bebió su globo) es una película dramática rusa de 2013 dirigida por Alexander Veledinsky, basada en la novela homónima de Alekséi Ivanov. La acción de la película, a diferencia de la novela, se ha trasladado de los años 1990 a la actualidad. El largometraje participó en el XXIV Festival Abierto de Cine Ruso "Kinotavr" en Sochi y fue galardonado con el premio principal. Se estrenó en las salas de cine rusas el 7 de noviembre de 2013.

## Sinopsis
El protagonista del filme, un biólogo llamado Víktor Sluzhkin, pierde su trabajo y, para poder llegar a fin de mes, se ve obligado a aceptar un empleo en una escuela local como profesor de geografía. Su familia tiene poco dinero y vive en un apartamento en ruinas en un viejo edificio de la época soviética. Para colmo, su mejor amigo tiene una aventura con su esposa. Los estudiantes de su clase no lo respetan y al subdirector no le gustan sus métodos de enseñanza. Todas estas situaciones le hacen sentirse solo y deprimido. Para lidiar con el estrés de la vida, recurre constantemente a la bebida. Sus borracheras le proporcionan un respiro temporal, pero no un consuelo duradero. Sin embargo, una salida con un grupo de estudiantes de su clase, se convierte en un viaje de autodescubrimiento tanto para él como para sus jóvenes alumnos.

## Reparto
- Konstantín Jabenski es Víktor Serguéievich Sluzhkin, maestro de geografía.
- Elena Lyádova es Nadya, su esposa.
- Anna Ukolova es Vetka.
- Evguenia Hirívskaya es Kira.[4]
- Aleksandr Robak es Budkin.
- Agrippina Steklova es Roza Borísovna, asistente del director.
- Victor Uzun es el director.
- Anfisa Chernykh es Masha Bolshakova.
- Andréi Prytkov es Grádusov.
- Ilyá Ilyinyj es Ovechkin.
- Mijaíl Leóntiev es Barmin.
- Anastasia Zolotko es Tata.

## Premios y reconocimientos
- XXIV Festival Abierto de Cine Ruso "Kinotavr" in Sochi[5][6]
  - Mejor película
  - Mejor actor (Konstantín Jabenski)
  - Premio Mikael Tariverdiev por mejor banda sonora (Alexei Zubarev)
  - Premio del jurado
  - Premio especial de la revista The Hollywood Reporter – Anfisa Chernykh
- IV Festival Internacional de Cine de Odesa
  - Gran Premio del festival
  - Premio de la audiencia
- Premios de la crítica de la academia rusa 2013[7]
  - Mejor película
  - Mejor actor (Konstantín Jabenski)
  - Mejor actriz (Elena Lyádova).
- Premios Nika[8]
  - Mejor película
  - Mejor actor (Konstantín Jabenski)
  - Mejor actriz (Elena Lyádova)
  - Mejor director (Alexander Veledinsky)
  - Mejor banda sonora (Alekséi Zúbarev)
- Premio Golden Eagle[9]
  - Mejor director (Alexander Veledinsky)
  - Mejor actor (Konstantín Jabenski)
  - Mejor actriz (Elena Lyádova)

## Recepción
La película recibió aclamación de la crítica en Rusia y a nivel internacional.
Ronnie Scheib de la revista Variety afirmó: "Gracias al carisma de Jabenski, sardónico en el papel de Víctor, incluso el deterioro personal demuestra ser fascinante y constantemente entretenido".

## Producción
El rodaje dio inicio en el año 2011 en Perm, centro administrativo del krai de Perm, Rusia, situada a orillas del río Kama en la parte europea de Rusia, cerca de los montes Urales. La película muestra imágenes del Río Usva, por el que navegan los personajes, y los pilares de roca de Usva. Las acrobacias se realizaron en los rápidos de Revun del Río Iset, en la región de Sverdlovsk.
La banda sonora de la película fue escrita por el guitarrista de la banda rusa de rock Aquarium, Alekséi Zúbarev. Además, la película presenta una variedad de canciones - desde clásicas hasta chanson. El tráiler está acompañado por la canción "I'm Free" del grupo Kipélov. La misma canción se escucha en la película, interpretada por uno de los personajes.
La cinta tardó dos años en ser completada, hubo 34 días de rodaje, dos expediciones y una pausa de cinco meses prevista. Para el rodaje del viaje por el río fue necesario esperar a las aguas altas, lo que sucede sólo dos semanas de mayo - el resto del año el río es poco profundo. Las escenas de invierno se rodaron en noviembre de 2011 y luego hubo una pausa hasta abril para rodar escenas dentro de la escuela. Luego el equipo se trasladó a más de 200 km de distancia de Perm para rodar el viaje por el río.